# Torneo de Pekín 2005
El China Open 2005 es un torneo de tenis que pertenece tanto a la ATP en la categoría de ATP World Tour 500 como a la WTA en la categoría Premier Mandatory. Los eventos femeninos y los eventos masculinos se llevarán a cabo en el Centro de Tenis del Parque Olímpico de Pekín (Olympic Green Tennis Center, en inglés) de Pekín, China, del 19 de septiembre al 25 de octubre de 2005 sobre canchas duras.

## Campeones

### Individual masculino
Rafael Nadal venció a  Guillermo Coria por 5-7 6-1 6-2

### Individual femenino
María Kirilenko venció a  Anna-Lena Groenefeld por 6-3, 6-4

### Dobles masculino
Justin Gimelstob /  Nathan Healey vencieron a  Dmitri Tursúnov /  Mijaíl Yuzhny por 4-6 6-3 6-2

### Dobles femenino
Nuria Llagostera /  Maria Vento-Kabchi vencieron a  Zi Yan /  Jie Zheng por 6-2 6-4
- Datos: Q2009614